# Pseudorhombus arsius
Pseudorhombus arsius är en fiskart som först beskrevs av Hamilton 1822.  Pseudorhombus arsius ingår i släktet Pseudorhombus och familjen Paralichthyidae. Inga underarter finns listade i Catalogue of Life.